# 270-е годы
270-е (две́сти семидеся́тые) го́ды по юлианскому календарю — промежуток времени с 1 января 270 года по 31 декабря 279 года, включающий 270 год 7-го десятилетия   и с 271 по 279 годы    8-го десятилетия III века 1-го тысячелетия.  Они закончились 1746 лет назад.

## Важнейшие события
- Первая половина 270-х годов —  строительство стены Аврелиана[1] вокруг Рима.
- Середина 270-х годов — готы прекратили набеги на империю, но остались в степях Северного Причерноморья.
- Вторая половина 270-х годов — африканские повстанцы дошли до Карфагена и разрушили ряд городов в Мавретании и Нумидии.
- Начало 270-х годов — Зенобия подчинила большую часть Малой Азии и Египет.
- Хунну Юэбань[2] вытеснили усуней из Семиречья.